# 이병혁
이병혁 부산대한문교수로 지내셧다

## 학력
- 2000년 서울대학교 서양사학과 학사 과정

## 작품 목록
- 《에너지》 (2006-2007)
- 명랑히어로 (2008)
- 나는 가수다 (2011)
- 《황금어장 라디오스타》 (2014-2015)
- 《가족 버라이어티 꽃다발》 (2010-2011)
- 《일밤》 (2011-2019)
- 《무한도전》 (2012-2018)